# Yacin Elmi Bouh
Yacin Elmi Bouh, (arabe : ياسين علمي بوح ) né à Djibouti le 4 juin 1962, est un fonctionnaire et homme politique djiboutien. Il a été ministre de l'économie de 2000 à 2005, puis de l'intérieur et de la décentralisation de 2005 à 2011.
Il est candidat au poste de vice-président de la Commission de l’Union africaine lors de l‘élection qui se tiendra à l’issue du prochain sommet de l’organisation, les 30 et 31 janvier 2017 à Addis-Abeba.
Le poste du vice-président de la Commission de l’Union africaine pour lequel Djibouti était en lice avec la candidature de Amb. Yacin Elmi, est revenu au candidat Ghanéen Amb. Kwasi Quartey.

## Biographie
Il conclut ses études primaires et secondaires à Djibouti par un baccalauréat série B (économie). Il obtient une maîtrise de droit public à l'université de Nantes en 1987.

### Carrière administrative
- Depuis 29/05/2011	: ambassadeur extraordinaire et plénipotentiaire [1].

- 22/05/2005 - 11/05/2011 : ministre de l’Intérieur et de la Décentralisation

- 27/12/1997 - 22/05/2005 : ministre de l’Économie, des Finances et de La Planification chargé de la Privatisation

- 2/01/1993 - 2/01/1998 : chef de service de Gestion au Ministère de la Fonction Publique

- 2/01/1993 - 27/12/1997 : directeur de la Caisse nationale des retraites

- 8/05/1989 – 27/12/1997 : représentant de l’État auprès de la Justice (avocat de l’État)

- 1989 – 1996 : professeur de droit administratif (vacation) à l’Institut national de l’administration publique

- 1982 – 1983 : Instituteur suppléant au ministère de l’Éducation nationale

### Carrière politique
Du 26 décembre 1997 au 21 mai 2005, il est ministre de l'Économie, des Finances et de la Planification, chargé de la privatisation. Il conduit alors des programmes d'ajustement structurel.
En mai 2005, il devient ministre de l’Intérieur et de la Décentralisation. C'est à ce titre qu'il est chargé du maintien de l'ordre lors des manifestations étudiantes de février 2011 qui font officiellement deux morts. Yacin Elmi Bouh n'est pas reconduit à son poste lors du remaniement suivant, en mai 2011, pour avoir délivré une autorisation de manifestation à l'opposition djiboutienne, le 18 février[réf. nécessaire].

## Discours officiel de candidature au poste de vice-président de la Commission de l’Union africaine
A mesdames et messieurs les chefs d'État et de Gouvernement membres de la Conférence de l'Union africaine
Je serai honoré de servir cette auguste institution et de me consacrer pleinement à la construction de ce qui n’est plus une utopie mais une réalité qui fait lentement son chemin, les États unis d’Afrique.  Le continent dispose de nombreux atouts pour se hisser à la place qui lui convient dans le concert de grands ensembles qui dominent ce monde.
Les performances économiques de ses membres (5 % de croissance depuis 10 ans), son fort potentiel démographique (1,2 milliard en 2015 et 3 milliards en 2065), ses nombreuses et abondantes ressources naturelles (or, fer, gaz, bauxite, titane, cuivre, uranium diamants) et ses immenses terres arables (60 % des terres arables de la planète) lui confèrent la place d’un acteur incontournable sur la scène internationale.
En dépit de ces progrès, le continent accuse de nombreuses faiblesses qui le relèguent malheureusement à ce rôle marginal (1 % du PIB mondial et de l’investissement international et 1,8 %  des exportations mondiales en 2002).
En tant que futur vice président de la Commission de l’Union africaine, j’aspirerai plus que jamais à enrayer cette pesanteur qui tire le continent vers le bas.
En effet le continent accumule le palmarès de la pauvreté (34 des 54 pays africains figurent parmi les PMA), le record de chômage de la jeunesse (60 % des chômeurs africains), et le plus grand nombre de points souffrant de déficit démocratique en ébullition ; autant d’ingrédients de nature à fragiliser la paix et la stabilité sur son sol. Par ailleurs l’absence d’industrie de transformation et les énormes fuites illicites des capitaux (50 à 60 milliards de $par an) qui l’affligent, compromettent la chance de toute croissance inclusive nécessaire à son développement.
Ces avatars n’ont rien d’irréversibles ; ils constituent ces négligeables obstacles de parcours qui doivent s’incliner face à l’irrésistible volonté africaine d’émergence. L’Agenda 2063 adopté par les chefs d’État et de Gouvernement en totale synergie avec les aspirations africaines recueillies préalablement par la commission de l’union africaine, le 15 janvier 2015, témoigne de cette volonté ardente d’enjamber tous les jalons pour l’instauration d’un gouvernement continental en 2030.
Par ce précieux document, les dirigeants africains précisent leur vision de « bâtir une Afrique intégrée et prospère, soutenue et dirigée par ses propres citoyens et constituant une force dynamique sur la scène mondiale ». Et pour pouvoir jouer ce leadership, l’UA doit être un modèle de bonne gouvernance. Je m’exalte à l’idée de contribuer à l’exécution de cette noble feuille de route. Animé par un esprit réformateur et d’initiative, je m’attèlerai à enrichir la commission de toutes les propositions pour la transformer en véritable pépinière d’idées et d’actions susceptibles de hâter l’implémentation de l’Agenda 2063. Je n’ignore pas que la réussite de cet agenda n’est pas une mince affaire parce qu’il nécessite une véritable organisation pour l’exécution d’un plan sur cinquante ans et pour cinquante-quatre États différents. Les défis à relever pour la réussite de cet Agenda sont nombreux. Entre autres, je pense à la maitrise des statistiques, à l’implantation effective de l’architecture africaine de la paix, au financement endogène des programmes, aux compétences respectives de différents intervenants étatiques, régionaux et continental, à la mise en place d’instruments de surveillance, de recadrage et de sanction et enfin à la collectivisation au niveau régional ou continental des efforts pour la recherche scientifique en vue d’améliorer la compétitivité africaine.
Par le passé, j’ai pu prouver mon combat pour promouvoir et protéger la dignité africaine. Depuis plus de 20 ans, je n’ai de cesse d’œuvrer, au quotidien, pour le respect des valeurs de liberté, de justice et d’égalité. L’adoption du Plan stratégique 2014-2017 de l’Union africaine, qui érige en priorité la promotion des droits de l’homme et des peuples, la paix et la stabilité, la démocratie et la bonne gouvernance en tant que fondements du développement durable et de sociétés stables en Afrique prend donc tout son sens jusque dans mon êtreté.
Mon devoir, notre devoir et nos responsabilités collectives, sont de perpétuer et déployer ce plan stratégique en bonne synergie et coordination pour étendre la concrétisation de l’unité africaine en tant qu’espace de vie sociale politique et économique, l’instauration de la bonne gouvernance pour la paix et la stabilité, et la mondialisation en empêchant la marginalisation du Continent dans un développement durable et respectueux de l’environnement.
Mes efforts inlassables et mon dévouement permanent pour la promotion et la protection des droits de l’homme et des peuples sur le continent ont renforcé la conviction que je serais un excellent porte-parole pour exécuter les grandes décisions prises par les sommets des chefs des états africains. Mon sens de la négociation et ma ténacité dans l’action ont permis la réussite d’actions majeures dont je suis fier. En tant que membre de la délégation gouvernementale pour mettre fin à 4 années de guerre civile à Djibouti, j’ai contribué à l’élaboration, la négociation et à la conclusion de l’accord historique dit accord d’ABAA du 26 décembre 1994 qui a restauré la fraternité entre les djiboutiens et les djiboutiennes et la paix et la stabilité du pays. J’ai par ailleurs contribué à la réalisation de deux programmes d’ajustement structurel pour rétablir la bonne santé économique de mon pays, notamment au ministère de l’Économie des finances de la planification où j’ai négocié avec le FMI et la Banque Mondiale pour la réduction de la pauvreté, permettant ainsi à la république de Djibouti de renouer avec la croissance et avec la bonne gouvernance budgétaire et économique.
En qualité de vice-président de la commission chargée de la gestion administrative et financière de l’UA, je puiserai dans mon expérience. Cette dernière m’insuffle comme enseignement inéluctable que dans ce domaine, l’immobilisme n’est pas roi. Une administration qui se veut compétitive doit évoluer et rester en quête permanente de la modernité. La qualité de sa prestation dépend du niveau qu’elle porte à sa technicité. La remise en cause de sa manière de servir et le plan de sa formation constituent la clef du succès.
Mais pour asseoir sa crédibilité et inspirer confiance à autrui, une administration a tout autant besoin de l’efficacité dans son travail que de l’adhésion à des valeurs toutes aussi importantes. Elle doit opter pour un régime de bonne gouvernance. Et la bonne gouvernance requiert l’instauration ou la mise en œuvre des normes à la fois rigoureuses et transparentes. Il s’agit de règles offrant plus de fluidité et de traçabilité dans leurs modalités d’applications. Et ce double souci me hantera dans l’exercice de ma charge que je placerai volontiers sous l’égide du culte de l’évaluation et du compte rendu. Ainsi je veillerai donc à ce que les chefs d’État et de Gouvernement sachent que l’argent de leurs contribuables a servi honnêtement et en toute efficience à la cause pour laquelle ils l’ont dédié. Je me battrai pour que chaque réalisation soit évaluée par rapport à son objectif et que chaque action entreprise soit en parfaite adéquation avec les finalités de l’Agenda2063. Aucune déperdition de ressources ne sera tolérée et au delà toute entrave aux principes de bonne gouvernance relèvera de la simple proscription.
Ainsi je serais enthousiaste de participer modestement et avec beaucoup de dignité à l’aboutissement du rêve panafricain que nombre de nos valeureux frères et sœurs ont su le mouvoir dans le temps parfois au prix de leurs vies.
Dans cette perspective, je vous prie d’agréer, Mesdames et Messieurs les chefs d’État et de Gouvernement membres de la Conférence de l’Union Africaine, l’expression de ma très haute considération.
Mr. Yacin Elmi Bouh